# Изонцо (Тревизо)
Изонцо је насеље у Италији у округу Тревизо, региону Венето.
Према процени из 2011. у насељу је живело 88 становника. Насеље се налази на надморској висини од 4 м.